# نيكولاس وينتون
السير نيكولاس جورج وينتون (19 مايو 1909 - 1 يوليو 2015)، كان سمسارًا للبورصة البريطانية وعاملًا في المجال الإنساني، ساعد في إنقاذ الأطفال اليهود الذين كانوا معرضين لخطر القتل على يد ألمانيا النازية خلال الهولوكوست. ولد وينتون لأبوين يهوديين ألمانيين هاجرا إلى بريطانيا في بداية القرن العشرين، ساعد وينتون في إنقاذ 669 طفلًا معظمهم من اليهود من تشيكوسلوفاكيا عشية الحرب العالمية الثانية. وفي زيارة قصيرة إلى تشيكوسلوفاكيا، ساعد في تجميع قائمة بالأطفال الذين يحتاجون إلى الإنقاذ، وعند عودته إلى بريطانيا، عمل على الوفاء بالمتطلبات القانونية لإحضار الأطفال إلى بريطانيا وإيجاد منازل ورعاة لهم. عُرفت هذه العملية فيما بعد باسم "كندر ترانسبورت" (وتعني بالألمانية "نقل الأطفال" أو النقل الرحيم).
ظلت إنجازات وينتون الإنسانية مجهولة وغير ملحوظة عن أنظار العالم لما يقرب من 50 عامًا حتى عام 1988 عندما دعي إلى برنامج تلفزيون بي بي سي "هذه هي الحياة!"، شهد البرنامج لقاءً حميميًا مع العديد من الأطفال الذين أنقذهم وساعدهم على القدوم إلى بريطانيا وتعرف على العديد من الأطفال وأبنائهم وأحفادهم. احتفلت به الصحافة البريطانية وأطلقت عليه لقب "شندلر البريطاني". في عام 2003، حصل وينتون على وسام فارس من الملكة إليزابيث الثانية لخدماته الإنسانية في إنقاذ الأطفال اليهود من تشيكوسلوفاكيا التي يحتلها النازيون. في عام 2014، حصل على أعلى وسام في جمهورية التشيك (وسام الأسد الأبيض الدرجة الأولى) من قبل الرئيس التشيكي ميلوش زيمان. توفي وينتون في عام 2015 عن عمر يناهز 106 أعوام.

## حياته
ولد وينتون في لندن في 19 مايو 1909 لوالديه باربرا و رودولف فيرتهايم. وكان والداه من اليهود الألمان الذين انتقلوا إلى لندن قبل عامين من ولادتِه. كان اسم العائلة فيرتهايم، لكِنه غُيّر إلى ينتون في محاولة لتحقيق اندماج أكثر في المجتمع. وهم أيضاً تحولوا إلى المسيحية، وتم تعمد وينتون.
في سنة 1923، دخل وينتون مدرسة ستو، التي فُتحت حديثاً. غادر دون مُؤهلات مُعتبرة، وقام بحُضور المدارس الليليّة في حين تطوع في بنك ميدلاند. ثم ذهب إلى هامبورغ، حيث كان يعمل في بنك بيرنس، تلاه بنك اسرمان في برلين. في عام 1931، انتقل إلى فرنسا وعمل لبنك ناشيونال دو كريدي في باريس. كما حصل على مؤهل مصرفي في فرنسا. ثم عاد إلى لندن، وقال أنه أصبح وسيط في بورصة لندن. وعلى الرغم من أنه كان يعمل كسمسار بورصة، كان وينتون أيضاً اشتراكي نشط، وأصبح على مَقرُبة مِن حزب العمال.

## وفاته
توفي ينتون صباح يوم 1 يوليو 2015 في مستشفى Wexham في سلاو بعد فشل في الجهاز التنفسي عن عُمر 106 سنوات، وكان مع ابنته باربرا واثنين من أحفاده في سريره.

## روابط خارجية
- نيكولاس وينتون على موقع IMDb (الإنجليزية)